# ちちぶでぶちち
『ちちぶでぶちち』は、西武鉄道によるオリジナルアニメ作品。アニメーション制作はトムス・エンタテインメントが担当する。

## 概要
2017年11月16日に制作が発表された。監督は菅原静貴、脚本は岸本卓が務め、アニメーションはトムス・エンタテインメントが制作した。
2018年3月30日より、公式Webサイトおよび西武鉄道YouTube公式チャンネルにて配信されている。また、西武線アプリでも閲覧が可能。

## あらすじ
西武鉄道の社長令嬢である薫子は、自他共に認める才色兼備にして勝ち気な性格であるが、夢見がちでロマンチストな一面も併せ持っている。年頃になったある時、見合い話が持ち込まれるが、薫子は気乗りしない。幼い頃に訪ねた秩父市で出逢った少年と秩父神社や長瀞渓谷、三峯神社などを巡った思い出が胸に刻まれ、今も焦がれているからである。「秩父に行けば、あの彼に再び会えるのではないか」という淡い想いはやがて強い願いとなり、薫子の足を秩父に向かわせる。

## 登場人物
西武 薫子（せいぶ かおるこ）
声 - 黒沢ともよ

奈佐 彰文（なさ あきふみ）
声 - 小野大輔

知知夫 勝（ちちぶ まさる）
声 - 小野友樹

羊山 藻音（ひつじやま もね）
声 - 興津和幸

長門 浪漫（ながと ろまん）
声 - 置鮎龍太郎

西武　鉄造（せいぶ てつぞう）
声 - 麦人

鈴村（すずむら）

## スタッフ
- 監督・絵コンテ・演出 - 菅原静貴[1]
- 脚本 - 岸本卓[1]
- キャラクターデザイン・作画監督 - 岩佐裕子
- 音楽 - 立山秋航
- 音楽制作 - トムスミュージック
- 美術監督 - 谷岡善工
- 撮影監督 - 金光俊
- 音響監督 - 高寺たけし
- アニメーション制作 - トムス・エンタテインメント[1]
- 企画・製作 - 西武鉄道

## 受賞歴
- 第3回アニものづくりアワード2019 インターナショナル部門 銀賞[5]